# Övre Nittälvsdalen
Övre Nittälvsdalen är ett naturreservat i Ljusnarsbergs kommun i Örebro län.
Området är naturskyddat sedan 2004 och är 84 hektar stort. Reservatet omfattar en sträcka av Nittälven med srandområden. Reservatet består av granskog, lövträd, hedskog, ängar, kärr och strandängar.